# Paraceras sauteri
Paraceras sauteri är en loppart som först beskrevs av Rothschild 1914.  Paraceras sauteri ingår i släktet Paraceras och familjen fågelloppor. Inga underarter finns listade i Catalogue of Life.